# Eurydinotomorpha basalis
Eurydinotomorpha basalis är en stekelart som beskrevs av Girault 1915. Eurydinotomorpha basalis ingår i släktet Eurydinotomorpha och familjen puppglanssteklar. Inga underarter finns listade i Catalogue of Life.